# Aghouinite
Aghouinite (em Árabe: أغوانيت, em berbere: ⴰⵖⵡⴰⵏⵉⵜ, em Castelhano: Agüenit) é uma comuna marroquina criada em 1979, localizada no território disputado do Saara Ocidental. Administrativamente pertence a região Marroquina de Dakhla-Oued Ed Dahab, provincia de Aousserd e circulo de Aousserd. Tem uma área de 13.660 km². Em 2021 o território da comuna encontrava-se sobre controlo da Frente Polisário.
A comuna localiza-se a 72 km a sudoeste da cidade Mauritana de Fderik e a 100 km de Zuerat. Tem um hospital, uma escola, uma mesquita e uma estação de dessalinização de água, administrados pela Frente Polisário. Nos campos de refugiados saarauis na Argélia, Aghouinite é o nome de um dos campos.
Nota: A comuna está localizada no Saara Ocidental, um território onde a legitimidade da administração marroquina não é reconhecida por muitos países nem pela Organização das Nações Unidas.

## História
Durante o período Espanhol, o território da comuna estava localizado na colônia do Rio do Oro.  Após o acordo de Madrid de 1975, o território da comuna foi ocupado pela Mauritânia entre 1975 e 1979. Administrativamente pertencia a região de Tiris al-Gharbiyya. Em 1979 a Mauritânia abandonou as reivindicações sobre o Saara Ocidental, sendo o território ocupado pela Frente Polisário. Atualmente é sede da 7ª região militar da República Árabe Saarauí Democrática.

## Demografia
Segundo os censos, a população da comuna era a seguinte:
| Comuna de  | Censos de | Censos de | Censos de |
| Comuna de  | 2004      | 1994      | 1974      |
| ---------- | --------- | --------- | --------- |
| Aghouinite | 222       | 391       | 422       |

### Censo de 1974
O Censo de 1974 foi o ultimo censo realizado pelas autoridades Espanholas, antes da ocupação por Marrocos e Mauritânia do Saara Ocidental. Após o acordo se cessar-fogo entre Marrocos e a Frente Polisário, ficou definido que seria realizado um referendo no território.  As Nações Unidas através da MINURSO ficou encarregada da realização do referendo, tendo como base o recenseamento de 1974.
Segundo este referendo, em 1974 a comuna tinha 422 habitantes, dividida entre a população sedentária (164 habitantes) e nômada (258 habitantes). A nível tribal, a principal tribo era a Erguit Sahel com 73 pessoas. Outras tribos presente no território eram os Chorfas y T.Sur e os Ulad Delim.